# Dragões de Éter
Dragões de Éter é uma tetralogia literária de fantasia escrita pelo brasileiro Raphael Draccon. O primeiro volume foi lançado em 16 de Agosto de 2011 em Portugal pela Livros d'Hoje, selo da Editora Dom Quixote e posteriormente no Brasil pela Editora LeYa.
Assim que lançado, Dragões de Éter atingiu a marca de 150 mil exemplares somente no Brasil e já chegou a ser TOP 1 de Mais Vendidos da loja Submarino. No México, Caçadores de Bruxas se tornou o quarto livro mais vendido no mês de março de 2014.
A história narra as aventuras de Ariane, Axel e os irmãos João e Maria Hanson e se passa em um reino chamado Arzallum.

## Enredos

### Livro Um: Caçadores de Bruxas
Nova Ether é um mundo protegido por poderosos avatares em forma de fadas-amazonas. Um dia, porém, cansadas das falhas dos seres racionais, algumas delas se voltam contra as antigas raças. E assim nasce a Era Antiga. Essa influência e esse temor sobre a humanidade só têm fim quando Primo Branford, o filho de um moleiro, reúne o que são hoje os heróis mais conhecidos do mundo e lidera a histórica e violenta Caçada de Bruxas. Primo Branford é hoje o Rei de Arzallum, e por 20 anos saboreia, satisfeito, a Paz. Nos últimos anos, entretanto, coisas estranhas começam a acontecer...

### Livro Dois: Coração de Neve
Arzallum, o Maior dos Reinos, tem um novo rei, e a esperada Era Nova se inicia. Entretanto, coisas estranhas continuam a acontecer... Uma adolescente desenvolve uma iniciação mística proibida, despertando dons extraordinários que tocam nos dois lados da vida. Dois irmãos descobrem uma ligação de família com antigos laços de magia negra, que lhes são cobrados. Duas antigas sociedades secretas que deveriam estar exterminadas renascem como uma única, extremamente furiosa...

### Livro Três: Círculos de Chuva
Uma sociedade secreta renascida com um exército de órfãos resolve seguir em frente em um plano com tudo para dar errado em busca do maior tesouro já enterrado, sem saber o quanto isso pode mudar a humanidade. O último príncipe de Arzallum viaja para um casamento forçado em uma terra que ele nem mesmo sabe se é possível existir, disposto a realizar um feito que ele não sabe se é possível realizar. Uma adolescente desperta em iniciações espirituais descobre-se uma mediadora com forças além do imaginário. E um menino de cinco anos escala uma maldita árvore que o leva aos Reinos Superiores, ferindo tratados políticos, e dando início à Primeira Guerra Mundial de Nova Ether...

### Livro Quatro: Estandartes de Névoa
Nova Ether é um mundo protegido por poderosos avatares em forma de fadas-amazonas. Um dia, porém, cansadas das falhas dos seres racionais, algumas delas se voltam contra as antigas raças. E assim nasceu a Era Antiga. Hoje, Arzallum, o Maior dos Reinos, mantém Anísio Branford como o Rei dos Reis, e vive sua aguardada Era Nova por cinco anos. Coisas estranhas, contudo, parecem que jamais deixarão de acontecer... Um cavaleiro banido e odiado por todas as Ordens de Cavalaria, e um dos criminosos mais procurados do mundo, está próximo do encontro com a Virgem de Trigger, a mesma que acreditam ser destinada a gerar o novo Merlim. Dois irmãos precisam lidar com os últimos resquícios de seus antigos laços de magia negra, das sequelas da antiga arapuca de uma bruxa canibal a dívidas estabelecidas com entidades de morte. O novo capitão do lendário Jolly Rogers, o mesmo que encontrou o lendário Grande Tesouro, resolve navegar ao Oriente para vendê-lo a sultões, sem imaginar as calamidades que está iniciando no ato. A sobrevivente de um lobo marcado se prepara para atingir o último estágio da iniciação de seu coven, destravando conhecimentos místicos jamais atingidos. O último príncipe de Arzallum, isolado ao longo de cinco anos no Nunca, decide que é hora de voltar, confrontar erros do passado, e vingar a morte de um velho amigo nas mãos de um Mestre Anão. E Oz, o Reino isolado em sua própria escuridão, resolve ser hora de tomar sua parte na História de Nova Ether, desencadeando acontecimentos que podem levar enfim à ascensão do verdadeiro Pendragon. E demonstrar que o mundo de Nova Ether como se conhecia não apenas mudou, como nunca mais será o mesmo. Com diversas referências contemporâneas, que vão de séries como Final Fantasy e contos de fadas sombrios a bandas de rock como Limp Bizkit e Nirvana, Dragões de Éter desenvolve uma trama em que romances, guerras, intrigas, diálogos filosóficos, fantasia e sonho juvenis se entrelaçam para construir uma jornada épica de profundidade espiritual.